# Cuerda de la Gitana
La Cuerda de la Gitana es una cadena de montañas que se encuentra en la Región de Murcia, en el extremo oeste del municipio de Moratalla justo después del macizo de Revolcadores, cuya divisoria en la cima de la Peña de Moratalla (1974 m) marca el límite con el municipio de Nerpio y la provincia de Albacete. Al sur se encuentra la pedanía de Cañada de la Cruz (1290 m), al Este, la de Inazares (1390 m), y al Norte el valle de la Rogativa y la Sierra de Villafuerte.
- Datos: Q6025062